# Dorchester megye (Dél-Karolina)
Dorchester megye az Amerikai Egyesült Államokban, azon belül Dél-Karolina államban található. Megyeszékhelye St. George, legnagyobb városa Summerville. Lakosainak száma 161 540 fő (2020. április 1.). Dorchester megye Berkeley, Bamberg, Charleston, Colleton és Orangeburg megyékkel határos.

## Népesség
A megye népességének változása:
| Lakosok száma | 137 651 | 139 911 | 142 490 | 145 397 | 152 478 | 161 540 |
|               | 2010    | 2011    | 2012    | 2013    | 2015    | 2020    |